# آمستردام-اوست
امستردام-اوست (به هلندی: Amsterdam-Oost) یک سکونتگاه مسکونی در هلند است که در آمستردام واقع شده‌است.

## نگارخانه

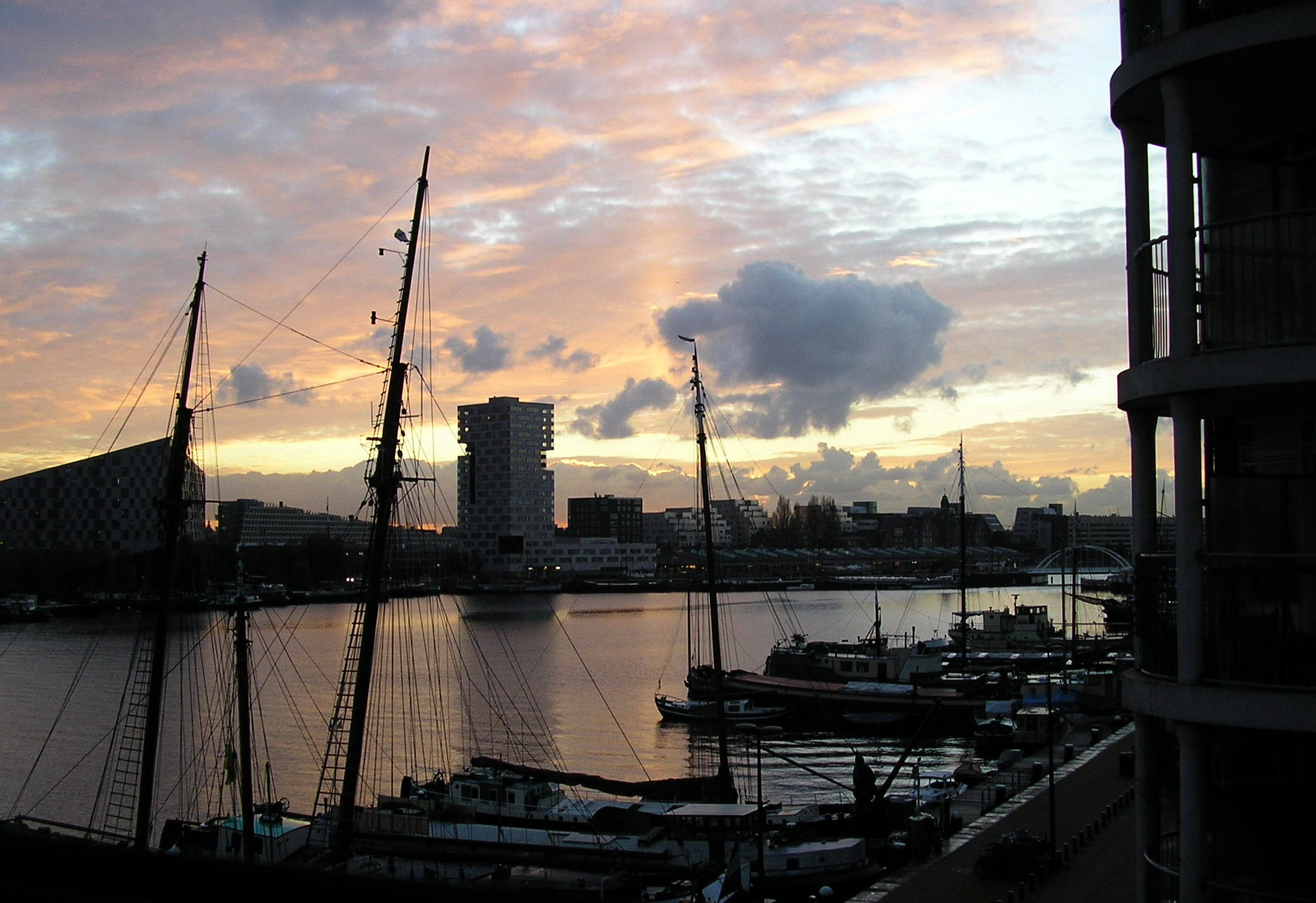
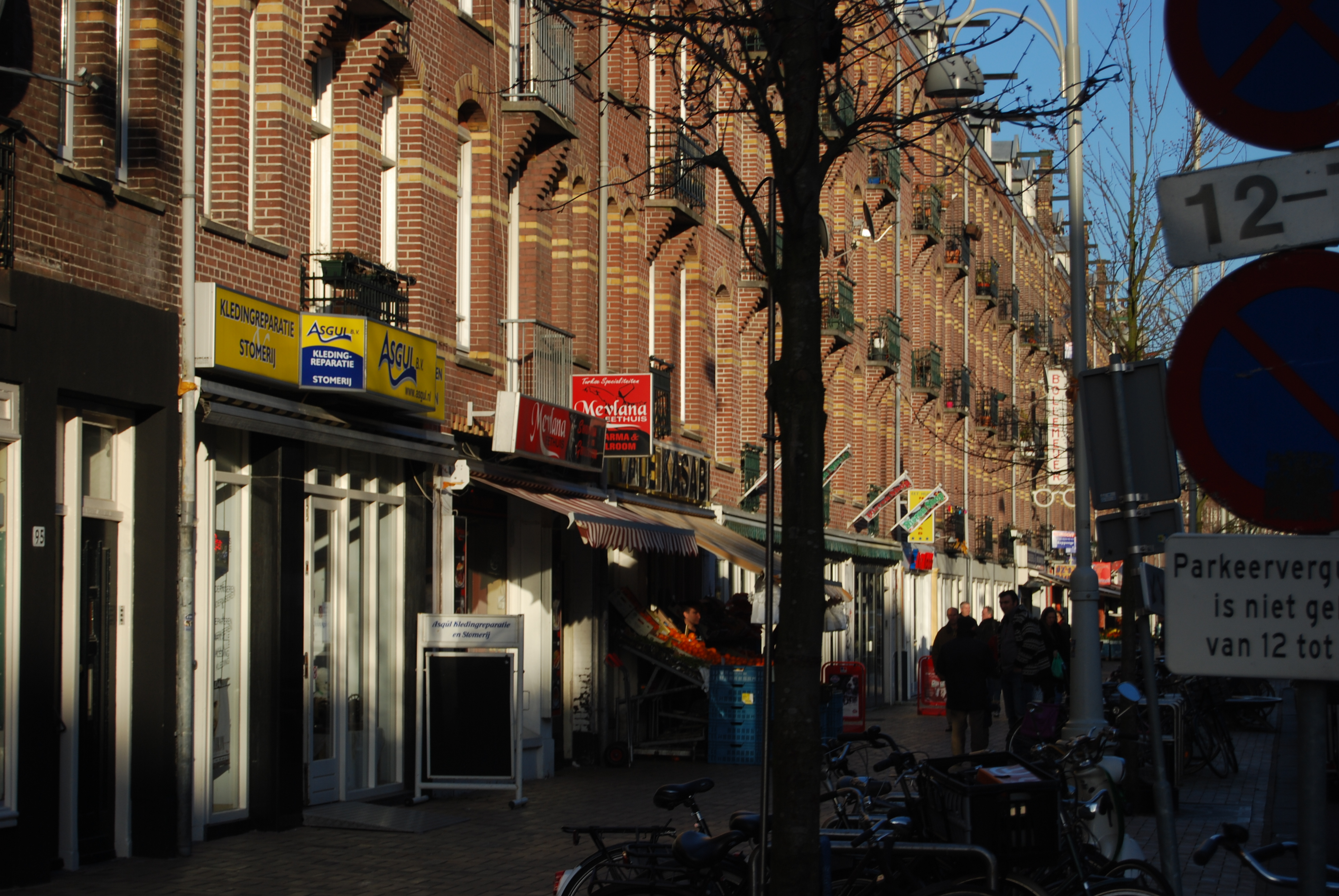
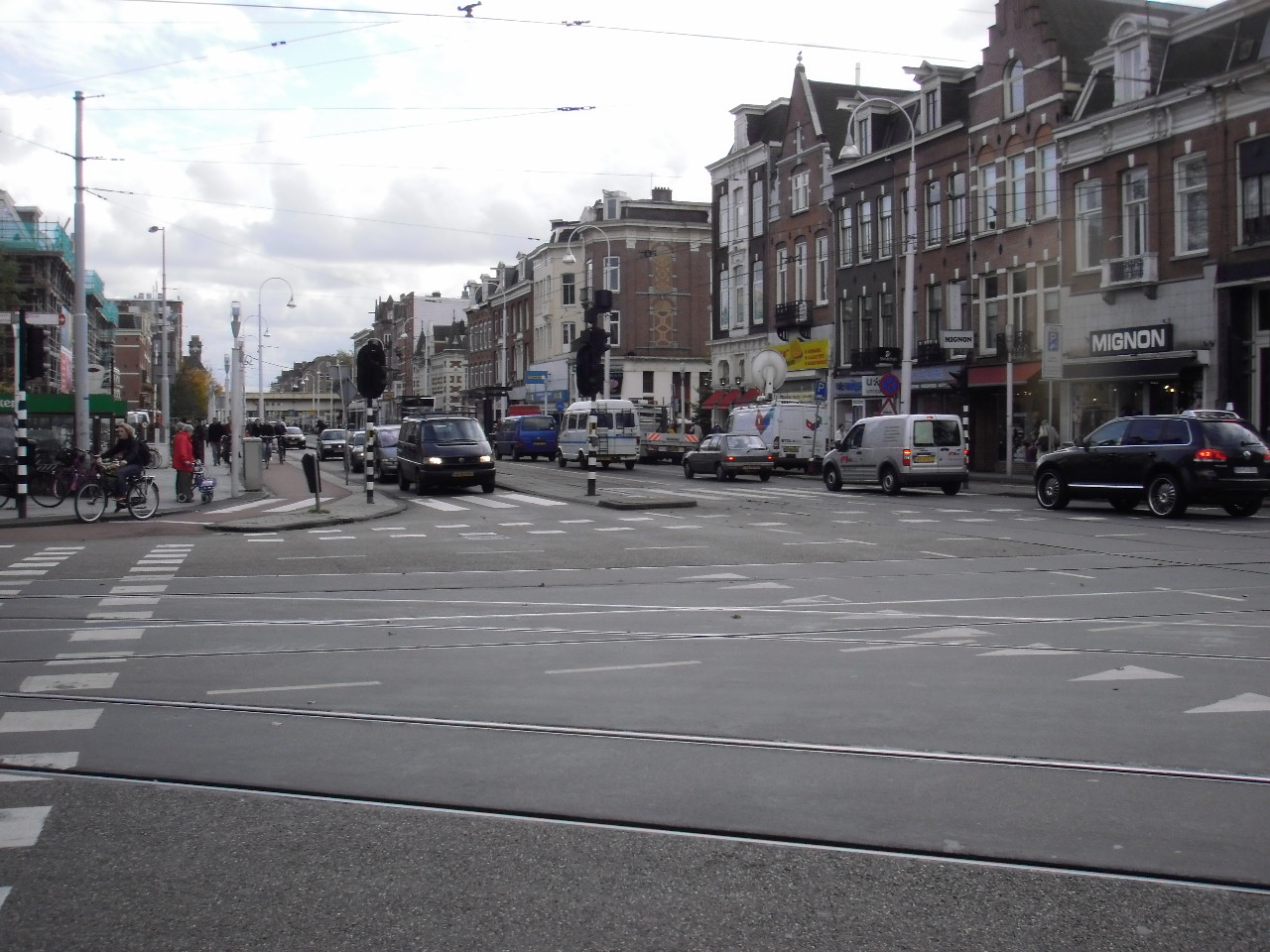